# Valley of Love
Valley of Love és una pel·lícula francesa del 2015 dirigida per Guillaume Nicloux, protagonitzada per Gérard Depardieu i Isabelle Huppert. Explica la història de dos francesos que eren parella i van tenir un fill fa trenta-un anys. Es retroben després de la mort del fill, després d'haver rebut una carta que els demana que visitin cinc llocs de la Vall de la Mort, cosa que farà que el fill reaparegui. La pel·lícula es va estrenar a França el 17 de juny de 2015. Va ser seleccionada per competir per la Palma d'Or al Festival de Cinema de Canes del 2015. La pel·lícula va guanyar el premi César a la millor fotografia a la 41a edició dels guardons. S'ha subtitulat al català.